# Gouménissa
Gouménissa, en grec moderne : Γουμένισσα, est une petite ville traditionnelle du dème de Péonie, dans le district régional de Kilkís, en Macédoine-Centrale,  Grèce. 
Selon le recensement de 2011, la population de Gouménissa compte 3 609 habitants.
La ville se trouve sur la partie sud-est de la chaîne de montagnes Páiko. Elle est située à 69 km au nord-ouest de Thessalonique et à 20 km au nord de Pella, l'ancienne capitale du royaume de Macédoine.